# Ingrid Inga
Ingrid Gunilla Elisabet Inga, född 5 oktober 1949 i Gällivare församling, Norrbottens län, är en samisk politiker.
Ingrid Inga har sina rötter i Báste čearru. Hon arbetade som utredare på utvecklingsavdelningen i Jokkmokks kommun, har varit ordförande i Samelandspartiet och är medlem av Sametinget. Hon har varit ledamot i Sametingets styrelse och var styrelsens ordförande maj 2010-maj 2011.